# Chuyển đổi năng lượng

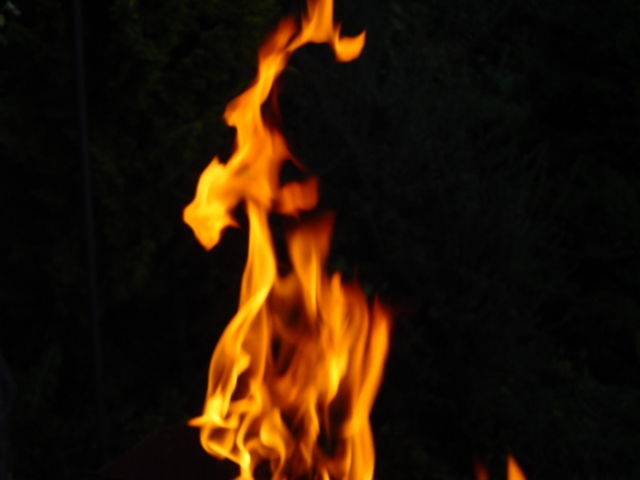
Lửa là một ví dụ về chuyển đổi năng lượng

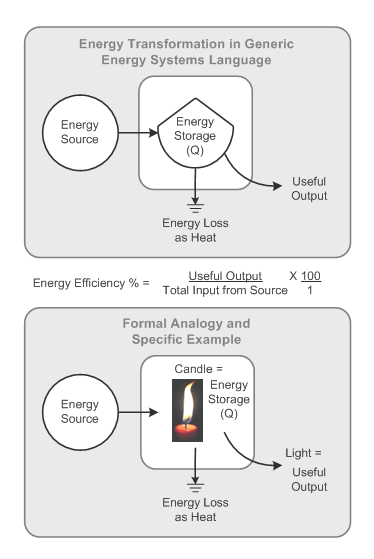
Chuyển đổi năng lượng bằng ngôn ngữ hệ thống năng lượng

Chuyển đổi năng lượng, còn được gọi là thay đổi năng lượng, là quá trình thay đổi năng lượng từ dạng này sang dạng khác. Trong vật lý, năng lượng là một đại lượng cung cấp khả năng thực hiện công việc (ví dụ nâng vật) hoặc cung cấp nhiệt. Ngoài việc có thể chuyển đổi, theo định luật bảo toàn năng lượng, năng lượng có thể chuyển sang một vị trí hoặc vật thể khác, nhưng nó không thể được tạo ra hoặc phá hủy.
Năng lượng trong nhiều dạng của nó có thể được sử dụng trong các quy trình tự nhiên hoặc để cung cấp một số dịch vụ cho xã hội như sưởi ấm, làm lạnh, chiếu sáng hoặc thực hiện công việc cơ khí để vận hành máy móc. Ví dụ, để sưởi ấm một ngôi nhà, lò đốt nhiên liệu, thế năng hóa học được chuyển đổi thành năng lượng nhiệt, sau đó được chuyển vào không khí trong nhà để tăng nhiệt độ.

## Hạn chế trong việc chuyển đổi năng lượng nhiệt
Chuyển đổi thành năng lượng nhiệt từ các dạng năng lượng khác có thể xảy ra với hiệu suất 100%. Chuyển đổi giữa các dạng năng lượng không nhiệt có thể xảy ra với hiệu quả khá cao, mặc dù luôn có một số năng lượng bị tiêu tán nhiệt do ma sát và các quá trình tương tự. Đôi khi hiệu suất đạt gần 100%, chẳng hạn như khi thế năng được chuyển đổi thành động năng khi một vật rơi trong chân không. Điều này cũng áp dụng cho trường hợp ngược lại; ví dụ, một thiên thể trong quỹ đạo hình elip quanh một thiên thể khác chuyển đổi động năng (tốc độ) của nó thành năng lượng hấp dẫn (khoảng cách so với vật thể khác) khi nó di chuyển ra khỏi thiên thể chính. Khi đạt đến điểm xa nhất, nó sẽ đảo ngược quá trình, tăng tốc và chuyển đổi thế năng thành động năng. Vì không gian là gần với chân không, quá trình này có hiệu suất gần 100%.